# فالنتين أريدوندو
فالنتين أريدوندو (بالإسبانية: Valentín Arredondo)‏ هو لاعب كرة قدم مكسيكي في مركز الدفاع، ولد في 13 فبراير 1989 في Ahome ‏ في المكسيك. لعب مع Murciélagos F.C. ‏.